# Zuhres
Zuhres (em ucraniano:  Зугрес, em russo:  Зугрэс) é uma cidade da Ucrânia, situada no Oblast de Donetsk. Tem 14,5 km² de área e sua população em 2020 foi estimada em 17.956 habitantes.